# Louis Beel
Louis Joseph Maria Beel (Roermond, 12 aprile 1902 – Utrecht, 11 febbraio 1977) è stato un politico olandese, Ministro-presidente dei Paesi Bassi dal 3 luglio 1946 al 7 agosto 1948 e dal 22 dicembre 1958 al 19 maggio 1959.